# Erannis invariabilis
Erannis invariabilis là một loài bướm đêm trong họ Geometridae.